# Manuel Joaquim Reis Ventura
Manuel Joaquim Reis Ventura, de seu verdadeiro nome Manuel Joaquim dos Reis Barroso OI (Calvão, Chaves, 23 de Março de 1910 — Oeiras, Oeiras e São Julião da Barra, 29 de Janeiro de 1988), mais conhecido por Reis Ventura, foi um escritor, poeta e pintor português.

## Biografia
Manuel Joaquim Reis Ventura ingressou na Ordem de São Francisco, em Espanha e tomou ai o nome de profissão de Vasco Reis, nomes que lhe serviria de pseudónimo. Notabilizou-se sobretudo pela escrita de obras de temática colonial, mas a sua obra de juventude, A Romaria, adquiriu pronta celebridade por ter vencido a Mensagem de Fernando Pessoa no concurso de poesia organizado pelo Secretariado de Propaganda Nacional (Prémio Antero de Quental) em 1934. 
Reduzido ao estado laical, foi trabalhar para a Câmara Municipal de Luanda em 1938. Em Angola dedicou-se à escrita e ao jornalismo e pertenceu à segunda fase da literatura colonial portuguesa do século XX, de clara inspiração africana. Trabalhando na para a Petrofina iria, junto com o engenheiro Brognon, entregar ao governador de Angola o primeiro frasco de petróleo descoberto no território a 13 de Abril de 1955.

## Homenagens
A 18 de Julho de 1972 foi feito Oficial da Ordem do Império.
Em Chaves existe uma rua com o seu nome: a Rua Reis Ventura.

## Obras literárias
- 1934 - (como Vasco Reis) A Romaria, obra vencedora do Prémio de Poesia Antero de Quental (1934), do Secretariado de Propaganda Nacional.
- 1941 - A Grei.
- 1958 - Cidade Alta.